# Bashkia e Divjakës
Bashkia e Divjakës är en kommun i Albanien.   Den ligger i prefekturen Qarku i Fierit, i den centrala delen av landet, 50 kilometer sydväst om huvudstaden Tirana.
Trakten runt Bashkia e Divjakës består till största delen av jordbruksmark.  Runt Bashkia e Divjakës är det ganska tätbefolkat, med 248 invånare per kvadratkilometer.